# Golden Foot

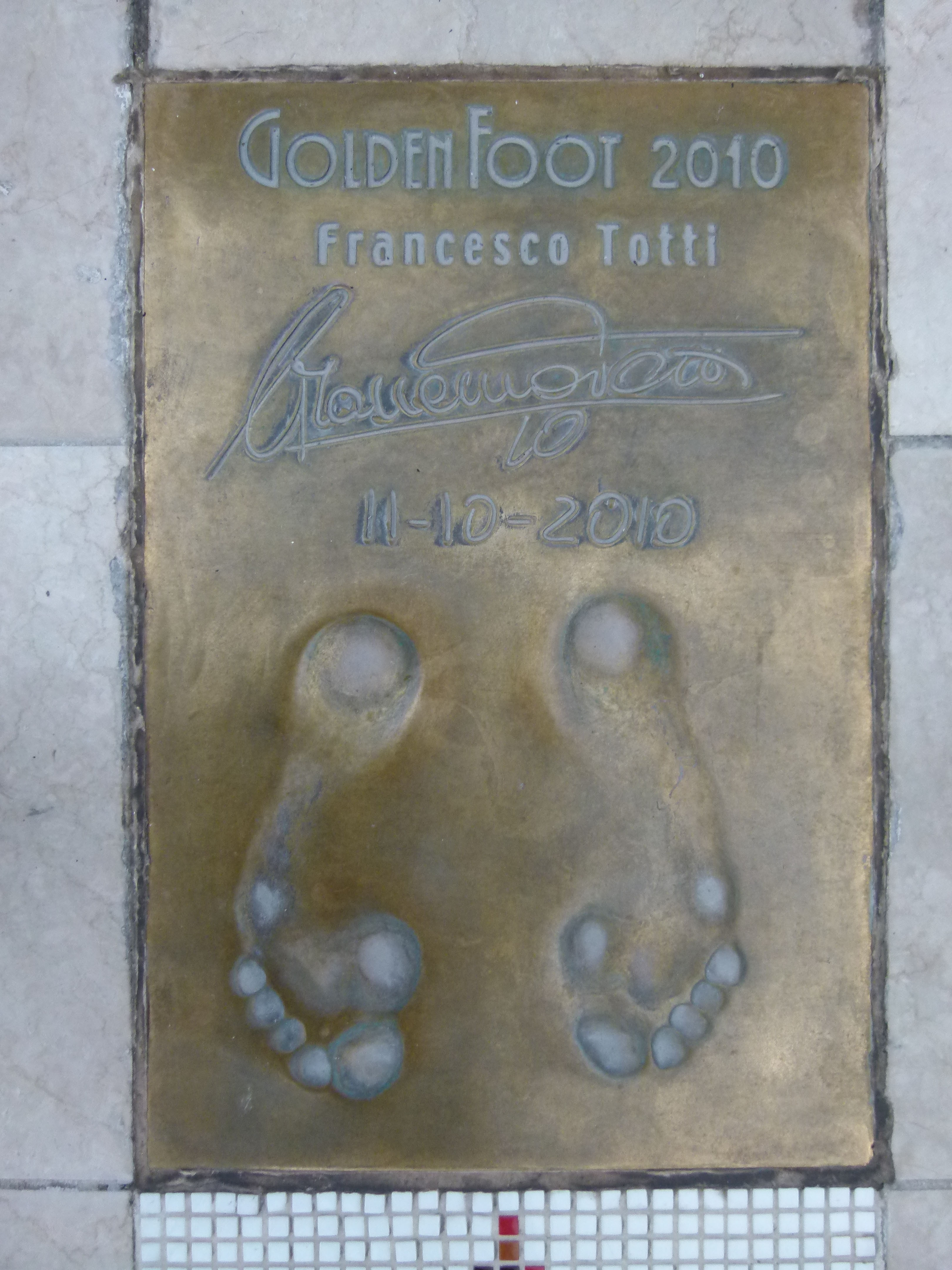
L'impronta dei piedi di Francesco Totti, vincitore nel 2010, nella Promenade dei Campioni a Montecarlo

Il Golden Foot è un premio internazionale destinato a calciatori che abbiano compiuto almeno 27 anni, i quali si siano distinti per i loro risultati sportivi, sia a livello individuale che di squadra, e per la loro personalità.
Viene assegnato annualmente ad un giocatore in attività in base alle votazioni del pubblico effettuate via web tramite il sito ufficiale della manifestazione, su un pool di 10 candidati selezionati da un'apposita giuria composta da giornalisti di ogni parte del mondo. Sono inoltre premiati su speciale invito anche grandi campioni del passato.
I vincitori lasciano l'impronta dei propri piedi sulla Champions Promenade, una particolare Walk of Fame in stile Hollywood Boulevard sul lungomare del Principato di Monaco, e proprio per questo motivo il premio può essere vinto solo una volta per ogni giocatore.
Il primo vincitore è stato, nel 2003, l'allora giocatore del Brescia e a lungo protagonista della nazionale italiana, Roberto Baggio, che ha lasciato le proprie impronte assieme ad Eusébio, Just Fontaine, Diego Armando Maradona e Gianni Rivera, i primi ad entrare nelle Leggende del calcio del Golden Foot. Nell'edizione del 2011 invece, il capitano argentino dell'Inter, Javier Zanetti, è stato il primo giocatore ad essere nominato per la vittoria finale del Golden Foot e contemporaneamente ad entrare nelle leggende.

## Albo d'oro maschile

Roberto Baggio, vincitore della prima edizione

| Anno | Vincitore            | Club                |
| ---- | -------------------- | ------------------- |
| 2003 | Roberto Baggio       | Brescia             |
| 2004 | Pavel Nedvěd         | Juventus            |
| 2005 | Andrij Ševčenko      | Milan               |
| 2006 | Ronaldo              | Real Madrid         |
| 2007 | Alessandro Del Piero | Juventus            |
| 2008 | Roberto Carlos       | Fenerbahçe          |
| 2009 | Ronaldinho           | Milan               |
| 2010 | Francesco Totti      | Roma                |
| 2011 | Ryan Giggs           | Manchester Utd      |
| 2012 | Zlatan Ibrahimović   | Paris Saint-Germain |
| 2013 | Didier Drogba        | Galatasaray         |
| 2014 | Andrés Iniesta       | Barcellona          |
| 2015 | Samuel Eto'o         | Antalyaspor         |
| 2016 | Gianluigi Buffon     | Juventus            |
| 2017 | Iker Casillas        | Porto               |
| 2018 | Edinson Cavani       | Paris Saint-Germain |
| 2019 | Luka Modrić          | Real Madrid         |
| 2020 | Cristiano Ronaldo    | Juventus            |
| 2021 | Mohamed Salah        | Liverpool           |
| 2022 | Robert Lewandowski   | Barcellona          |
| 2023 | Non assegnato        | Non assegnato       |
| 2024 | Lautaro Martínez     | Inter               |

### Vincitori per nazione
| Nazione        | Calciatori |
| -------------- | ---------- |
| Italia         | 4          |
| Brasile        | 3          |
| Spagna         | 2          |
| Rep. Ceca      | 1          |
| Costa d'Avorio | 1          |
| Camerun        | 1          |
| Svezia         | 1          |
| Ucraina        | 1          |
| Galles         | 1          |
| Uruguay        | 1          |
| Croazia        | 1          |
| Portogallo     | 1          |
| Egitto         | 1          |
| Polonia        | 1          |
| Argentina      | 1          |

### Vincitori per club
| Club                | Calciatori |
| ------------------- | ---------- |
| Juventus            | 4          |
| Milan               | 2          |
| Paris Saint-Germain | 2          |
| Real Madrid         | 2          |
| Barcellona          | 2          |
| Brescia             | 1          |
| Fenerbahçe          | 1          |
| Manchester Utd      | 1          |
| Roma                | 1          |
| Galatasaray         | 1          |
| Antalyaspor         | 1          |
| Porto               | 1          |
| Liverpool           | 1          |
| Inter               | 1          |

## Albo d'oro femminile
| Anno | Vincitrice       | Club          |
| ---- | ---------------- | ------------- |
| 2022 | Kosovare Asllani | Milan         |
| 2023 | Non assegnato    | Non assegnato |
| 2024 | Saki Kumagai     | Roma          |

### Vincitrici per nazione
| Nazione  | Calciatrici |
| -------- | ----------- |
| Svezia   | 1           |
| Giappone | 1           |

### Vincitrici per club
| Club  | Calciatrici |
| ----- | ----------- |
| Milan | 1           |
| Roma  | 1           |

## Leggende del calcio
Ogni anno viene scelto un numero variabile di grandi giocatori del passato che ha l'onore di entrare nelle Leggende del calcio del Golden Foot. Qui di seguito sono elencati secondo ordine alfabetico, edizione per edizione.

### Edizione 2003
- Eusébio
- Just Fontaine
- Diego Armando Maradona
- Gianni Rivera

### Edizione 2004
- Alfredo Di Stéfano
- Michel Platini
- Dino Zoff

### Edizione 2005
- George Best
- Francisco Gento
- Gigi Riva
- Rivelino
- George Weah

### Edizione 2006
- Giacinto Facchetti
- Alcides Ghiggia
- Raymond Kopa
- Ferenc Puskás
- Zico

### Edizione 2007
- Mario Kempes
- Gerd Müller
- Romário
- Paolo Rossi
- Hristo Stoičkov

### Edizione 2008
- Aldair
- Ihor Bjelanov
- Luis Suárez
- Zinédine Zidane

### Edizione 2009
- Zbigniew Boniek
- Oleh Blochin
- René Higuita
- Karl-Heinz Rummenigge
- Nílton Santos

### Edizione 2010
- Giancarlo Antognoni
- Franz Beckenbauer
- Dunga
- Hugo Sánchez
- Francisco Varallo

### Edizione 2011
- Luís Figo
- Ruud Gullit
- Rabah Madjer
- Abedi Pelé
- Javier Zanetti

### Edizione 2012
- Franco Baresi
- Éric Cantona
- Lothar Matthäus
- Pelé

### Edizione 2013
- Osvaldo Ardiles
- Jean-Pierre Papin
- Carlos Valderrama

### Edizione 2014
- Mia Hamm
- Roger Milla
- Hidetoshi Nakata
- Antonín Panenka
- Jean-Marie Pfaff
- Hakan Şükür

### Edizione 2015
- Rinat Dasaev
- Gheorghe Hagi
- Daniel Passarella
- David Trezeguet

### Edizione 2016
- Frank de Boer
- Deco
- Carles Puyol
- Claudio Ranieri

### Edizione 2017
- Marcel Desailly
- Oliver Kahn
- Li Ming
- Roberto Mancini
- Michael Owen

### Edizione 2018
- Didier Deschamps
- Leonardo
- Marcello Lippi
- Andrea Pirlo
- Clarence Seedorf

### Edizione 2019
- José Altafini
- Paulo Roberto Falcão
- Carolina Morace
- Patrick Vieira

### Edizione 2021
- Dani Alves
- Paolo Maldini
- Günter Netzer
- Gabriele Oriali
- Kelly Smith

### Edizione 2022
- Emilio Butragueño
- Fatih Terim
- Juan Sebastián Verón
- Florentino Pérez

### Edizione 2023
Non assegnato

### Edizione 2024
- Fabio Cannavaro
- Rui Costa
- Ruud Krol
- Fernando Llorente

## Golden Foot Prestige Award
Dal 2020 al 2022 è stato assegnato anche il "Golden Foot Prestige Award", premio riservato ad un dirigente calcistico che si sia distinto per i risultati e la gestione economica virtuosa.
| Anno | Vincitore        | Club                               |
| ---- | ---------------- | ---------------------------------- |
| 2020 | Andrea Agnelli   | Juventus                           |
| 2021 | Gabriele Gravina | Federazione Italiana Giuoco Calcio |
| 2022 | Florentino Pérez | Real Madrid                        |